# Spheciospongia vesparium
Spheciospongia vesparium é uma esponja marinha da família Clionaidae.